# الحزمة المقوسة
في التشريح العصبي، تمثل الحزمة المقوسة حزمة من المحاور العصبية التي تربط عمومًا بين منطقة بروكا وباحة فيرنيكه في الدماغ. تُعتبر الحزمة المقوسة سبيلًا من الألياف الترابطية الواصلة بين القشرة الصدغية الذنبية والفص الجبهي السفلي.

## البنية
الحزمة المقوسة عبارة عن سبيل من المادة البيضاء الذي يعمل بالتوازي مع الحزمة الطولية العلوية. نظرًا إلى تقاربهما، يشير بعض الباحثين إليهما بشكل تبادلي. يمكن التمييز بين الحزمة المقوسة ونظيرتها الطولية العلوية من خلال موقع النقاط الانتهائية الخاصة بكل منها ووظيفتها في القشرة الجبهية. تنتهي الحزمة المقوسة في باحة بروكا (على وجه التحديد «بي إيه 44») التي ترتبط بمعالجة التراكيب النحوية المعقدة. تنتهي الحزمة الطولية العلوية من جهة أخرى في القشرة أمام الحركية التي تلعب دورًا في التخطيط الحركي الصوتي.

### الارتباطات
يمكن النظر إلى الحزمة المقوسة تاريخيًا باعتبارها رابطًا بين منطقتين هامتين في استخدام اللغة: منطقة بروكا الواقعة في التلفيف الجبهي السفلي وباحة فيرنيكه الواقعة في التلفيف الصدغي العلوي الخلفي. تعتبر الغالبية العظمى من العلماء هذا المنظور تبسيطًا مبالغ فيه؛ مع ذلك، ما يزال هذا النموذج مستخدمًا نظرًا إلى عدم تطوير أي بديل مرض بعد. تشير العلاقات الطبوغرافية بين المقاييس المستقلة للمادة البيضاء والمادة الرمادية السليمة إلى قدرة التفاعلات التنموية أو البيئية على التأثير في بنية الدماغ ووظيفته. قد يساهم وجود هذه الارتباطات وقوتها في توضيح العمليات الفيزيولوجية المرضية التي تمثل على عدد من الأنظمة مثل اللغة والتخطيط الحركي.
مع تحقيق مزيد من التحسينات في تقنية التصوير بالرنين المغناطيسي الموّزن بمعامل الانتشار، أصبح هذا المنظور فرضية قابلة للاختبار. تشير الدراسات إلى وجود انتهاء أكثر انتشار لألياف الحزمة المقوسة مما اعتُقد في السابق. بينما يقع المصدر الذنبي الرئيسي للسبيل الليفي في القشرة الصدغية العلوية الخلفية، فإن النهايات المنقارية موجودة بغالبيتها في القشرة أمام الحركية، التي تمثل جزءًا من باحة برودمان 44.

### الاختلافات التطورية
تكون الميالين هو عملية تغميد المحاور العصبية بمادة وقائية معروفة باسم الميالين الذي يعمل على زيادة كفاءة نقل الإشارة على طول العصبون بشكل كبير. تُعد الحزمة المقوسة مغمدة للغاية بغمد الميالين في أدمغة البالغين الأصحاء. ثبت أن كثافة الميالين قادرة على التنبؤ بسرعة فهم الفرد للجمل ودرجة دقتها. مع ذلك، تمتلك الأطفال حديثو الولادة حزمة مقوسة غير مغمدة بالميالين. تحدث عملية تكون الميالين تدريجيًا خلال الطفولة؛ ثبت أن كثافة الميالين في ازدياد بين السنتين 3 و10 من العمر. وجدت إحدى الدراسات التي قارنت بين مجموعة من الأطفال بعمر 6 سنوات ومجموعة من الأطفال بعمر 3 سنوات أن الأطفال بعمر 6 سنوات لديهم موصولية وظيفية أقوى في الحزمة المقوسة. بشكل مماثل، تبقى الحزمة المقوسة غير متطورة لدى الرئيسيات غير البشرية مثل الشمبانزي والمكاك. يدعم هذا النظرية التي تنظر إلى الحزمة المقوسة باعتبارها مكونًا حاسمًا في اللغة.

### التيار الظهري
يشير نموذج التيار المزدوج للغة إلى وجود تيارين من الممكن استخدامها بواسطة الدماغ من أجل معالجة المعلومات اللغوية: التيار الظهري والتيار البطني. يلقى أساس هذا النموذج قبولًا عامًا، مع ذلك، تبقى تفاصيله محطًا كبيرًا للجدل. يتكون المسار الظهري من مجموعة من السبل الليفية المتعددة، بما في ذلك الحزمة المقوسة. يلعب المسار الظهري ككل دورًا التخطيط الحسي الحركي ومعالجة التراكيب النحوية المعقدة.